# Oliver Le Neve
Oliver Le Neve (* um 1662; † November 1711) war ein Gutsherr und Landbesitzer aus Norfolk, der die meiste Zeit seines Lebens auf Witchingham Hall in Great Witchingham, Norfolk, England, lebte. Er ist bekannt für sein 1698 ausgetragenes tödliches Duell mit Sir Henry Hobart, 4. Baronet, von Blickling Hall, das letzte aufgezeichnete Duell in Norfolk.

## Frühes Leben
Oliver Le Neve wurde 1662 als Sohn von Francis Le Neve (gest. 1681), einem Londoner Tuchhändler und Polsterer in Cornhill, London und seiner Frau Avice geboren, die die Tochter des städtischen Kaufmanns Peter Wright war. Francis Le Neve, der möglicherweise von seinem Verwandten William Le Neve aus Norfolk nach London gebracht worden war, besaß eine bescheidene Menge an Londoner Grundbesitz, Lagerhäusern und Geschäften. Oliver Le Neve hatte einen älteren Bruder, Peter Le Neve, der ein Antiquitätensammler wurde, 1687 zum Präsident der Antiquarian Society gewählt wurde und ein Norroy King of Arms herald. Le Neves unmittelbare Familie stammte aus Norfolk, wobei der Stammbaum dort mindestens bis ins frühe 15. Jahrhundert zurückreicht, insbesondere in Ringland; sein Großvater Firmian Le Neve war der erste aus Ringland, von dem bekannt ist, dass er in London lebte.
Ein älterer Halbcousin zweifachen Grades von Le Neve, auch Oliver Le Neve (ca. 1600–1678) von Great Witchingham genannt, der Schreibwarenhändler in London gewesen war, vermachte 1674 alles seinem 10-jährigen Namensvetter und überließ den Bruder Peter als Empfänger des Vermächtnis, falls Oliver ohne männlichen Erben sterben sollte. Durch den Vergleich wurde Le Neve wohlhabend und Eigentümer von Witchingham Hall, wobei sein Einkommen durch die Mieteinnahmen aus seinen Immobilien in London aufgestockt wurde. Le Neve wurde 1679–1680 nach Hart Hall an der Universität Oxford geschickt und wurde später im Leben ein lokaler Friedensrichter und Hauptmann der lokalen Miliz.

## Heirat und Witchingham Hall

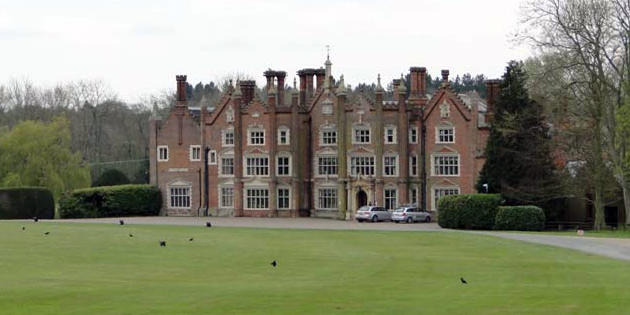
Große Witchingham Halle

Le Neve heiratete 1684 Anne Gawdy (1656–1696), die aus einer weiteren norfolkischen gentry Familie in West Harling, Norfolk stammte, typischerweise von Juristen und Abgeordneten.
Anne Gawdy war die Enkelin von Sir William Gawdy, 1st Baronet (1612–1669), der ein Abgeordneter im Kavalier Parlament war und sich 1663 den Baronettie erkauft hatte. Anne starb 1696, nachdem sie zwei Jungen, von denen einer 1689 im Säuglingsalter starb, und drei Mädchen gezeugt hatte. Le Neve war ein enger Freund von Bassingbourne, Annes Bruder, bis zu dessen Tod an Pocken. Er renovierte und bepflanzte die Gärten von Witchingham Hall neu, mit Pflanzen, insbesondere Obst, die er von lokalen Kontakten oder in London kaufte und über den Hafen von Great Yarmouth von der Thames transportierte. Auf persönlichen Wunsch der Familie Gawdy verschiffte er weitere Einkäufe nach London, insbesondere Malmaterial für den Maler und Bruder von Bassingbourne, John Gawdy, der die Gawdy-Baronetcy als 2. Baronet übernahm.
Le Neve wurde zu einem beliebten und gesellschaftlichen Mittelpunkt für junge Tory-Krautjunker, die Söhne von Bürgerkrieg-Kavalieren, mit Witchingham Halle als Zentrum für gesellige Gastfreundschaft, und Feindseligkeit gegenüber den Whigs an der Macht und dem Königlicher Hof. Die von ihm und seinen Freunden bevorzugten Zeitvertreibe waren die Jagd mit Beagles, schießen, angeln und Pferderennen auf der Newmarket-Rennbahn. Durch diese wurde er eng befreundet mit John (Jack) Millecent, einem Lebemann Gutsherrn aus Linton, Cambridgeshire, dessen Familie ebenfalls eine gegenseitige Feindschaft mit den örtlichen Whigs teilte. Bis 1694 hatte Millecent Le Neve überredet, sein eigenes Beagle-Rudel zu züchten und zu halten, das ihm von Millecent verkauft wurde und von dem er später sagte, es sei „das feinste Beagle-Rudel in England“. Der wachsende Ruf der Meute von Le Neve in 1697 aufgefordert die Sir Horatio Pettus, der 4. Baronet, einen Jagdhund von ihm zu erbetteln, einen von mehreren, die an Mitglieder des Norfolk Landadels verkauft wurden. Nachdem er 1707 Hasen und Füchse in Norfolk, Essex und Surrey gejagt hatte, verkaufte Le Neve sein Rudel, nur um kurz darauf ein anderes zu kaufen.
Le Neve war ein Sammler zotiger Verse aus der Feder seines Freundeskreises in Witchingham Halle, die er herausgab und in einem Folio gemischtes sammelte, und die heute von Chetham’s Library in Manchester aufbewahrt wird. Einige Verse stammten von Le Neve selbst, mit Titeln wie „Madame als Sieger, wenn sie das Feld verlassen“, „Sage mir fader Lüstling nun die Flut“ und „Wenn Lydia du den rosigen Hals und die Arme“.
Nach dem Tod von Le Neves Frau Anne förderte Millecent eine Verbindung mit Jane Knyvet (geb. 1670), die als eine der „Darsham Damen“ von Suffolk, und der vierten Tochter von Sir John Knyvet von Ashwellthorpe; Le Neve heiratete sie 1698.

## Wahlen und Feindseligkeit
Le Neve war häufig im Streit mit dem höheren Landadel von Norfolk, der dazu neigte, Whigs und Anhänger von William III. zu sein. Eine besonders frühe Kränkung war die herablassende Beleidigung von Thomas Browne von Elsing Hall über die Handel Familienherkunft des 22-jährigen Le Neve.
Diese Feindseligkeit spitzte sich während der 1698 englische Parlamentswahl. Sir Henry Hobart MP, von Blickling Hall war „der unbestrittene Anführer der Norfolk Whigs“, und ein einflussreicher Betreiber des Whiggismus Schirmherrschaft von Regierung, öffentlichen Ämter und Grafschaftsbegünstigungen, Teil eines als korrupt empfundenen Regimes, das Le Neve und seine Tory Kollegen ausschloss. Die Wahl war jedoch ein Wendepunkt für Hobart, einen amtierenden Abgeordneten. Drei Kandidaten fochten um zwei Positionen: Sir Henry (Whig), Sir William Cooke (Tory), und Sir Jacob Astley (Whig). Hobart verlor, nachdem er eine beträchtliche Summe ausgegeben hatte, um seinen Sitz Gerüchte über Hobart, insbesondere über seine wachsenden Schulden und Gläubigern, und einer, dass Le Neve sagte, Hobart sei ein Feigling, besonders während der Jahre 1689–1690, als er Gentleman of the Horse für Wilhelm III. war, während der Kampagne in Irland, und genau dieser schlechte Ruf hat ihn die Wahl gekostet. Le Neve bestritt die Anschuldigung. Hobart, der glaubte, dass Le Neve maßgeblich an seiner Niederlage beteiligt war, beschuldigte ihn öffentlich, das Gerücht verbreitet zu haben – und zwar auf dem Marktplatz von Reepham in Le Neves Abwesenheit – und dass der einzige Grund, warum er es leugnete, war, dass er zu viel Angst vor dem Kampf hatte. Le Neve schrieb an Hobart und beteuerte erneut seine Unschuld, bot aber demjenigen, der das Gerücht verbreitet hatte, zur befriedigung verschaffen an und sagte, wenn Hobart den Namen des Schuldigen nicht beweisen könne, würde er annehmen, dass es „Blickling“ (Code für Hobart selbst) war, der diesen Streit verursachte, und dass er ihn nach seiner Wahl treffen würde. Es wurde ein Termin für das Duell vereinbart.

## Duell und Nachwirkungen
Duelle waren seit einem Edikt von James I. aus dem Jahr 1614 stillschweigend für illegal gehalten worden, aber oft wurde ein Auge zugedrückt. Allerdings war eine strafrechtliche Verfolgung wegen Duellierens möglich, besonders wenn keine Sekundanten oder Zeugen anwesend waren, um ein faires Spiel zu gewährleisten. Adam Nicolson in seinem Buch Gentry: Six Hundred Years of a Peculiarly English Class, vermutet, dass der Grund, warum Hobart und Le Neve sich trotzdem weigerten, Duellsekunden einzusetzen, umgekehrt darin lag, jeden Zeugen für eine mögliche Anklage zu vermeiden. Einige Quellen besagen, dass ein junges Dienstmädchen den Zweikampf aus dem nahe gelegenen Gebüsch beobachtet hat; zuverlässige Quellen erwähnen dies entweder nicht, oder wenn sie es tun, behandeln sie es als Folklore.
Das Duell fand auf Cawston Heath in der
Nähe von Cawston, Norfolk, am 20. August 1698 statt. Beide Männer ritten von ihren jeweiligen Villen auf Pferden: Hobart aus Blickling 6 Kilometer nordöstlich, und Le Neve aus Witchingham 6 Kilometer im Südwesten. Während des Duells wurde der Linkshänder Le Neve offenbar am Arm getroffen und antwortete mit einem Stich in den Bauch. Der tödlich verwundete Hobart kehrte nach Blickling Hall zurück, starb am nächsten Tag und wurde in der Familiengruft von Blickling beigesetzt.

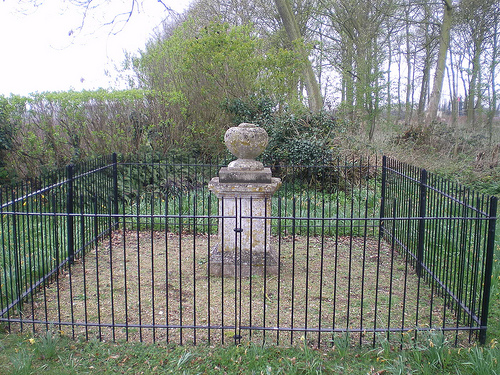
Duell Denkmal in Cawston

Narcissus Luttrell, parlamentarischer Tagebuchschreiber, hörte, dass Le Neve „am Arm verwundet wurde und Sir Henry in den Bauch lief“. Der Antiquar John Bowyer Nichols gab 1812 an, dass Le Neve nicht getroffen wurde, da sich Hobarts Schwerthieb in einem schweren Großmantel verfing, den Le Neve trug.
Adam Nicolson ist der Meinung, dass diese Schilderungen mehr über die Klassenverhältnisse aussagen als über die unterschiedlichen Hintergründe der beiden Männer: der Degen der eleganten Fechtkunst des Großadels in seiner Pracht zielte auf den Arm und verhedderte sich im groben Stoff des kleinen Adels, der mit einem Stich in den Bauch antwortet. Nicolson ist jedoch skeptisch, da er glaubt, dass Le Neve als Hauptmann der Miliz mehr als geschickt im raffinierten Umgang mit dem Schwert ist und es an einem möglicherweise heißen Augusttag vorziehen würde, nicht durch einen Mantel belastet zu werden.
Le Neve beschloss, aus der Gegend zu fliehen, da er sich Sorgen über die Konsequenzen machte, die die Tötung eines Whigs von so hohem Rang nach sich ziehen würde. Eine Belohnung von £500 für die Ergreifung wurde von Lady Hobart ausgesetzt. Die bewaffnete Miliz von Norfolk machte sich auf die Suche nach ihm, einige durchsuchten das Gawdy Haus in West Harling. Von London aus ging Le Neve nach Rotterdam, kehrte aber gelegentlich inkognito nach London zurück, wo er einmal fast gefangen genommen wurde. Er blieb in Kontakt mit seiner Familie und Freunden, die ihm Ratschläge gaben, um eine Gefangennahme zu vermeiden und versorgten Lebensmittel von Norfolk, er schickte Ware aus Holland zurück. Auf seinen Reisen und in Rotterdam nahm er die Pseudonyme 'Davyes', 'Captain Janszen' und 'Mr Browne sowie der Schwertmacher' an. Im Jahr 1699 erhielt er Besuch von seiner Frau Jane. In East Anglia Le Neve war für die Tories ein Held und Märtyrer, während die Whigs ihn für vogelfrei erklären wollten, wenn er nicht zurückkehrte, um sich einem Prozess zu stellen. Seine Freunde versuchten, einen Sheriff und Geschworene zu engagieren, die ihrer Meinung nach ehrlich und verantwortungsvoll sein würden. Er kehrte zurück und ging vor Gericht in Thetford Assisen. Im Jahr 1700 wurde er für nicht schuldig befunden und kehrte nach Witchingham zurück. Nachdem Jane 1704 gestorben und in der St. Mary’s Church begraben worden war, wurde Jack Millecent erneut zum Heiratsvermittler für Le Neve. Er sicherte für Le Neve eine weitere Heirat am 31. Juli 1707 mit Elizabeth (geb. 1678), der Tochter seines Freundes Robert Sheffield, der der Enkel des Earl of Mulgrave war; sie war eine von zwei wählbaren Sheffield-Schwestern, die von Millecent präsentiert wurden. Drei Monate später starb Elizabeth.
Nach dem Duell errichtete Lady Hobart an der Stelle einen Gedenksteinsockel mit Urne. Heute ist der Sockel ein denkmalgeschütztes Bauwerk (Grade II).

## Tod
Oliver Le Neve starb am 23. November 1711 in West Harling und wurde mit seiner ersten Frau Anne Gawdy in Great Witchingham begraben. Da seine Söhne vor ihm starben, ging der Nachlass bis zu seinem Tod 1729 an seinen älteren Bruder Peter, der in seinem Testament bestimmte, dass der Nachlass an seine drei Nichten, die Töchter von Le Neve, gehen sollte. Nach gerichtlichen Auseinandersetzungen, bei denen sie Le Neves Interessenkonflikte vorwarfen, wurde der Nachlass jedoch durch Umkehrung des Testaments von den Treuhändern eines John Norris übernommen, dessen Großvater, ein Norwichanwalt gleichen Namens, als Treuhänder für den jungen Oliver Le Neve. Die drei Töchter von Le Neve wurden aus dem Anwesen vertrieben. Diese drei überlebenden Töchter von Anne Gawdy – Isabella, Anne und Henrietta – erbten das Gawdy Anwesen in West Harling und errichteten in der St. Mary’s Church in Great Witchingham ein Denkmal aus Marmor an der Chorwand für ihre Eltern. Die Inschrift des Denkmals lautet (übersetzt aus dem Englischen):
Unter der Erde in der Nähe dieses Steins liegt der Staub von Oliver le Neve Esq, verstorben in dieser Gemeinde, einem der Friedensrichter und Hauptmann einer Fußkompanie der Miliz dieser Grafschaft, zweiter Sohn von Frances le Neve, Gentleman, Bürger und Zeichner von London, und von Avice, seiner Frau, Tochter von Peter Wright und Schwester und Erbe von Peter Wright, Kaufmann aus London. und Erbe von Peter Wright of London Merchant er starb am 23. November Anno Domino 1711 und wurde am 26. desselben Monats begraben und hinterließ von seiner ersten Frau Anne, der einzigen Tochter von Sir John Gaudy of West Herling in dieser Grafschaft Baronet (die an seiner Seite liegt) drei Töchter und Miterben Erben Isabella Anne und Henrietta Le Neve, die diese Gedenkstätte errichten ließ, sowie die Überreste von Elizabeth, seiner zweiten Frau, Tochter und Miterbin von Robert Sheffield of Kensington in Middlesex Esq, Enkel von Edmund Earl of Mulgrave, der schon lange verstorben ist, sie starb plötzlich am 8. November 1707 ohne Kind und wurde hier am 12. desselben Monats begraben.
Tam Math quam Mercurio [Sowohl ein mann des krieges als auch des handels]